# Laver Cup 2018
Der Laver Cup 2018 war ein Tennisturnier der Herren, das vom 21. bis 23. September 2018 im United Center in Chicago ausgetragen wurde.
Alexander Zverev konnte mit seinem Sieg über Kevin Anderson dem Team Europa vorzeitig die Titelverteidigung sichern. Das letzte angesetzte Einzel zwischen Novak Đoković und Nick Kyrgios musste nicht mehr ausgetragen werden.

## Spielerauswahl
Am 19. März 2018 gaben Roger Federer und Nick Kyrgios jeweils ihre Teilnahme bekannt. Am 28. Juni 2018 folgten Novak Đoković und Juan Martín del Potro sowie Kevin Anderson, John Isner und Diego Schwartzman am 26. Juli 2018. Genau wie 2017 zog del Potro seine Teilnahme kurz vor Beginn des Turniers zurück.

## Teilnehmer
| Team Europa                  | Team Europa |
| ---------------------------- | ----------- |
| Kapitän: Björn Borg          |             |
| Vize-Kapitän: Thomas Enqvist |             |
| Spieler                      | Rang 1      |
| Roger Federer                | 2           |
| Novak Đoković                | 3           |
| Alexander Zverev             | 5           |
| Grigor Dimitrow              | 7           |
| David Goffin                 | 11          |
| Kyle Edmund                  | 16          |
| Jérémy Chardy                | 41          |

| Team Welt                     | Team Welt |
| ----------------------------- | --------- |
| Kapitän: John McEnroe         |           |
| Vize-Kapitän: Patrick McEnroe |           |
| Spieler                       | Rang 1    |
| Juan Martín del Potro         | 4         |
| Kevin Anderson                | 9         |
| John Isner                    | 10        |
| Diego Schwartzman             | 14        |
| Jack Sock                     | 17        |
| Nick Kyrgios                  | 27        |
| Frances Tiafoe                | 40        |
| Nicolás Jarry                 | 46        |

|  | Wahl des Kapitäns |
|  | Rückzug           |
|  | Ersatzspieler     |
|  | Reservespieler    |

## Spiele
| Ergebnisse und Entwicklung der Punkte im Verlauf des Turniers | Ergebnisse und Entwicklung der Punkte im Verlauf des Turniers | Ergebnisse und Entwicklung der Punkte im Verlauf des Turniers | Ergebnisse und Entwicklung der Punkte im Verlauf des Turniers | Ergebnisse und Entwicklung der Punkte im Verlauf des Turniers | Ergebnisse und Entwicklung der Punkte im Verlauf des Turniers | Ergebnisse und Entwicklung der Punkte im Verlauf des Turniers | Ergebnisse und Entwicklung der Punkte im Verlauf des Turniers | Ergebnisse und Entwicklung der Punkte im Verlauf des Turniers | Ergebnisse und Entwicklung der Punkte im Verlauf des Turniers |
| Tag                                                           | Spiel                                                         | Modus                                                         | für Team Europa                                               | für Team Welt                                                 | Resultat                                                      | Punkte Europa                                                 | Punkte Welt                                                   | gesamt Europa                                                 | gesamt Welt                                                   |
| ------------------------------------------------------------- | ------------------------------------------------------------- | ------------------------------------------------------------- | ------------------------------------------------------------- | ------------------------------------------------------------- | ------------------------------------------------------------- | ------------------------------------------------------------- | ------------------------------------------------------------- | ------------------------------------------------------------- | ------------------------------------------------------------- |
| 1                                                             | 1                                                             | Einzel                                                        | Grigor Dimitrow                                               | Frances Tiafoe                                                | 6:1, 6:4                                                      | 1                                                             | –                                                             | 1                                                             | 0                                                             |
| 1                                                             | 2                                                             | Einzel                                                        | Kyle Edmund                                                   | Jack Sock                                                     | 6:4, 5:7, [10:6]                                              | 1                                                             | –                                                             | 2                                                             | 0                                                             |
| 1                                                             | 3                                                             | Einzel                                                        | David Goffin                                                  | Diego Schwartzman                                             | 6:4, 4:6, [11:9]                                              | 1                                                             | –                                                             | 3                                                             | 0                                                             |
| 1                                                             | 4                                                             | Doppel                                                        | Novak Đoković Roger Federer                                   | Kevin Anderson Jack Sock                                      | 7:65, 3:6, [6:10]                                             | –                                                             | 1                                                             | 3                                                             | 1                                                             |
| 2                                                             | 1                                                             | Einzel                                                        | Alexander Zverev                                              | John Isner                                                    | 3:6, 7:66, [10:7]                                             | 2                                                             | –                                                             | 5                                                             | 1                                                             |
| 2                                                             | 2                                                             | Einzel                                                        | Roger Federer                                                 | Nick Kyrgios                                                  | 6:3, 6:2                                                      | 2                                                             | –                                                             | 7                                                             | 1                                                             |
| 2                                                             | 3                                                             | Einzel                                                        | Novak Đoković                                                 | Kevin Anderson                                                | 6:75, 7:5, [6:10]                                             | –                                                             | 2                                                             | 7                                                             | 3                                                             |
| 2                                                             | 4                                                             | Doppel                                                        | Grigor Dimitrow David Goffin                                  | Jack Sock Nick Kyrgios                                        | 3:6, 4:6                                                      | –                                                             | 2                                                             | 7                                                             | 5                                                             |
| 3                                                             | 1                                                             | Doppel                                                        | Roger Federer Alexander Zverev                                | John Isner Jack Sock                                          | 6:4, 6:72, [9:11]                                             | –                                                             | 3                                                             | 7                                                             | 8                                                             |
| 3                                                             | 2                                                             | Einzel                                                        | Roger Federer                                                 | John Isner                                                    | 6:75, 7:66, [10:7]                                            | 3                                                             | –                                                             | 10                                                            | 8                                                             |
| 3                                                             | 3                                                             | Einzel                                                        | Alexander Zverev                                              | Kevin Anderson                                                | 6:73, 7:5, [10:7]                                             | 3                                                             | –                                                             | 13                                                            | 8                                                             |
| 3                                                             | 4                                                             | Einzel                                                        | Novak Đoković                                                 | Nick Kyrgios                                                  | nicht gespielt                                                | nicht gespielt                                                | nicht gespielt                                                | nicht gespielt                                                | nicht gespielt                                                |